# 上海自治运动
上海自治运动又稱上海市民自治運動，是中华民国北洋政府統治末期上海各界為反對北洋軍閥的統治並追求上海市民自治而發起的運動。

## 歷史
上海各界為反對浙闽苏皖赣五省联军总司令孫傳芳對上海的統治，組建闸北自治公所和南北保卫团。1926年8月28日，孫傳芳強制接收自治公所，并解散南北保卫团。1926年9月，時值北伐戰爭，孫傳芳南下江西作戰，此時上海僅剩步兵1000人，警察2000人和內河軍艦2艘。9月3日，中共上海区委召开主席团会议，决定提出人民自治口号。10月底，苏浙皖三省联合会在上海組建，联合会號召江蘇、浙江、安徽三省也實行自治。
11月，北伐军攻占九江、南昌，孙传芳主力大部分被消滅，此時孫傳芳要求张宗昌率領直鲁军南下上海增援。11月8日，全國學生總會發表宣言，要求各國駐滬部隊撤離上海、上海市民自治和成立上海市民自治政府、廢除苛捐雜稅、保障市民出版集會結社自由。11月10日，上海工人、学生及各团体代表上街遊行，呼籲推翻孙传芳並實行自治。11月11日、12日，上海总商会、上海总工会、中國国民党党部发表宣言，要求禁止直鲁军南下，永不驻军；上海組建特别市並召集国民会议實施市民自治。11月28日，5万人在南市公共体育场召开市民大会，再次呼籲反对直鲁军南下，要求上海实行自治，会后举行示威游行。11月30日，全國學生總會提議恢復上海工商學聯合會。12月3日，各界代表同意恢復上海工商學聯合會並將其更名為上海特别市市民公会。12月6日，上海特別市市民公会正式成立，上海特別市市民公会自稱以实现上海自治为宗旨。中共上海区委同時組建市民公会党团，林钧擔任党团书记。
1926年12月8日，孙传芳查封上海总工会。12月12日，市民公会舉辦团体代表会议，会议提出上海必須成立特别市以实行市民自治，不然上海人民不會纳税；拒绝直鲁军南下；委托市民公会筹组上海特别市市民政府；會議還發表《告上海市民书》。孙传芳下令取缔苏浙皖三省联合会等团体並追捕其领袖蔡元培、褚輔成等人。1927年1月8日，孫傳芳查封上海特别市市民公会会所。
1927年3月7日，恰逢發生上海第三次工人武装起义，上海特别市市民公会召开各团体代表会议，會議上制定了上海市民临时代表会议组织法。12日，上海市市民代表会议成立，选出执行委员31人。3月22日上午9时，上海市市民代表会议召开第二次市民代表会议，宣佈成立上海特别市临时市民政府，选举出委员19人，其中半数以上為中國共产党黨员和工人代表。24日，武汉国民政府承認上海特别市临时市民政府。四一二事件發生後，4月14日，北伐军驻沪最高军事长官白崇禧以“市政府组织人员中混有共产分子”为借口，下令封闭了上海临时市政府。当天下午，陈群带领40多个武装士兵，强行接收了中国国民党上海市党部。有觀點認為，1927年是上海市民自治運動的終結。